# RCCスコープ
『RCCスコープ』（アール・シー・シー・スコープ）は、1990年4月2日から1994年4月1日まで中国放送（RCCテレビ）で放送された広島地方の夕方ローカルニュース番組である。タイトルロゴは「ニュースの森・RCCスコープ」となっていた。

## 概要
それまで放送されていた『RCCニュース6』（当時は18:00 - 18:30）が、後発の『JNNニュースコープ』終了等を機に終了したためにスタートした番組。この番組から、『JNNニュースの森』に続いての放送（18:30 - 19:00）となった。

## キャスター
- 牧野睦夫
- 池本恵子